# Берелет Лілія Ігорівна
Лілія Ігорівна Берелет, до шлюбу Аршинська (21 червня 1961 , Ромни, Сумська область ) — українська акторка, викладачка. Заслужена артистка України.

## Життєпис
Лілія Аршинська народилася в родині інженера заводу АТС (автоматичних телефонних станцій) і медичної сестри (фельдшерки-акушерки).
До дитячого садочку не ходила, виховувала її бабуся Єфросинія, яка знала напам'ять дуже багато поетичних творів, які й розповідала онуці, прививши їй любов до поезії й читання книжок.
У 9 років Ліля вступила до музичної школи, без відома батьків, з метою навчитися грати на фортепіано. Допомагала зі вступом старша подруга, сусідська дівчинка Валя, яка в той час вже закінчувала музшколу. Вивчивши пісню «Мальчишки», яку заспівала і сама зіграла собі, Лілі успішно пройшла прослуховування. Навчання було платним, 12 крб. на місяць. Інструмент коштував дуже дорого, і перший рік навчання вона малювала клавіші на кухонному столі і грала, ніби на піаніно. Після 1-го класу в Лілі розгледіли талант і потенціал і, врешті, придбали додому омріяне піаніно.
Паралельно із заняттями музикою і співом в дитячому хорі музичної школи, з виступами якого їздили по всій області, Ліля займалася спортом: гімнастикою, легкою атлетикою, метанням диска і списа, фігурним катанням (на тому рівні, на якому це було можливо у районному центрі), балетом, а також з 3-го класу школи почала танцювати в шкільному ансамблі бального танцю під керівництвом Унке Анни Михайлівни, заслуженої вчительки України. Унке А. М. привила Лілії і любов до танцю, і любов до англійської мови, яку викладала в школі м. Ромни. Школу № 2 ім. Іофе Лілія успішно закінчила в 1979 році. А музичну школу з відзнакою у 1977-му.
Після 10-го класу вирішила вступати до театрального ВНЗ в Києві, але спроба виявилася невдалою.
Лілія залишилася жити в Києві у комуналці, де мешкало ще три сім'ї. Працювала лаборанткою у вечірній школі і копіювальницею на Київському заводі «Червоний екскаватор», а також постійно відвідувала заняття в народному театрі при заводі «Арсенал» під керівництвом народної артистки України Петраківської Нонни Володимирівни, де і здобула перші ази акторської майстерності.

### Навчання
Після другої спроби Аршинська вступила до театрального інституту ім. Карпенка-Карого на акторський факультет, на курс до народного артиста України Анатолія Скибенка.
«Скібенківці» жили однією дружною акторською родиною, обожнювали викладача, свого «батька», як називали любовно Скибенка, або Скибона. Але після 2-х років навчання Скибенко помер у віці 56-ти років. З 3-го року навчання курс очолила народна артистка України Молостова Ірина Олександрівна, головна режисерка театру опери і балету, а також колишня головна режисерка театру драми ім. Лесі Українки. Під її керівництвом студенти-випускники побували з дипломною виставою «Свіччине весілля» за п'єсою Івана Кочерги у багатьох містах СРСР, зокрема в Тбілісі, в театральному інституті ім. Шота Руставелі, в Цхінвалі і у Москві, в Державному інституті театрального мистецтва ім А Луначарського (ГІТІС). На сцені учбового театру ГІТІСа показали виставу «Свіччине весілля», де Лілія Аршинська грала роль Гільди, дружини Київського воєводи.

### Сім'я
На 3-му курсі, в 1982 році Лілія Аршинська одружилася зі студентом свого інституту, майбутнім телережисером Михайлом Буділовим. Закінчивши в один рік навчання у ВУЗі в 1983 році, молоді спеціалісти поїхали до Одеси за направленням чоловіка працювати на Одеському обласному телебаченні.
В 1984 році 18 березня народила сина Юрія, з появою якого шлюб почав розхитуватися. Подружжя переїхало жити до Києва, де мешкали батьки Михайла, які допомагали виховувати Юрка. Але стосунки в родині все ж не складалися, і коли сину виповнився рік, Лілія з дитиною переїхала жити до матері в Ромни. А в його півтора (тоді у цьому віці дитини мати мусила вийти на роботу) Лілія Буділова прослухалася до Сумського театру драми і музичної комедії ім. М. Щепкіна.
В Сумському театрі познайомилася з Володимиром Берелетом, з яким разом працювала на сцені у виставах, брала участь у концертних програмах. Вони закохалися, поєдналися і в 1991 році переїхали працювати до Житомирського музично-драматичного театру ім Ів. Кочерги, куди їх запросили виконувач тоді обов'язки головного режисера народний артист України, лауреат Державної премії Т. Г. Шевченка Сміян Сергій Костянтинович і директор театру згодом народний артист України, професор Данчук Леонід Іванович.
У 1999 році народила доньку Анастасію.

## Творчість
З 1985 року — артистка Сумського театру драми та муз. комедії ім. М. Щепкіна.
В Сумському театрі драми і музичної комедії Лілія Берелет 6 років працювала під керівництвом заслуженого, а пізніше народного артиста України, головного режисера театру Ігора Равицького.
В Сумському театрі у Лілії було багато ролей: Анна Стентон у виставі «Вся королівська рать» інсценізація за романом Р. П. Уоррена; Наталка у «Душогуби» І. Тогобочного; Міріам в «Одержима» Лесі Українки; Маша у «Сніданок з невідомими» Владлена Дозорцева; Устонька в «Отак загинув Гуска» Миколи Куліша; Онука в «Мамина хата» О. Карпенка; Марієтта в «Баядера» Імре Кальмана; Енні у «Тітка Чарлея» Томаса Брендона та інші акторські роботи.    
У 1991 році переїхала разом із чоловіком працювати до Житомирського музично-драматичного театру ім Ів. Кочерги, куди їх запросили виконувач обов'язків головного режисера, народний артист України, лауреат Державної премії Т. Г. Шевченка Сміян Сергій і директор театру, згодом народний артист України, професор Данчук Леонід.
Творчий сімейний дует Лілії і Володимира триває досі. Разом зіграно безліч ролей на сцені Житомирського театру, в області, на великих професійних сценах України: Груня і Хвенько у «Сорочинський ярмарок», Писар і Зовиця в «Майській ночі» за М. Гоголем; Д'Артаньян і Міледі у мюзиклі «Три мушкетери» М. Дунаєвського за романом А. Дюма; Бєня Крик і Двойра у «Бендюжник і король» за Ісааком Бабелем; подружня пара Катя і Серж Давидов у комедії «Гусар із КДБ» Б. Рацера і В Константінова; Машка і Лівша в одноіменній опереті Новікова; Юхан і Марія у виставі «Сцени з подружнього життя» за п'єсою І. Бергмана (виставу поставив режисер Київського Молодіжного театру нині Молодий театр Тарас Криворученко, цією виставою у 1993 році відкрилась мала сцена Житомирського театру).                   
Ліля Берелет зіграла на сцені Житомирського театру ім. Ів. Кочерги багато провідних ролей:
- Тетянка у виставі «У неділю рано зілля копала» О. Кобилянської;
- Палажка «В ніч під Івана Купала» за п'єсою М. Старицького;
- Двойра у виставі «Бендюжник і король» за І. Бабелем;
- Міледі «Три мушкетери» мюзикл М. Дунаєвського по роману А. Дюма;
- Дар'я Іванівна у виставі за п'єсою І. Кочерги «Фея гіркого мигдалю»;
- Броня і баба Маня в музичній виставі «Таке єврейське щастя» по повісті А. Каневського;
- Любка в спектаклі «Набережна» Ю. Едліс;
- Зовиця в «Майській ночі» за М. Гоголем;
- Катя у комедії «Гусар із КДБ»  Б. Рацера і В Константінова;
- Дружина у виставі за п'єсою В. Селезньова «Чорний дипломат, або живий покійник»;
- Марія у виставі «Сцени з подружнього життя» за п'єсою І. Бергмана;
- Дружина в «Розлучення по-варшавськи»;
- Іспанка Пепітта у виставі «Шестеро жінок у одного на шиї» за п'єсою «Блез» Клода Маньє;
- Шанель «Вісім люблячих жінок» Р. Тома.

Найулюбленішою виставою для Лілії Берелет стала «Господиня заїзду» за п'єсою Карло Ґольдоні, де вона зіграла головну роль Мірандоліни. Ця вистава стала подією у творчому житті Житомирського театру. Поставив її у 1993 році на житомирській сцені заслужений діяч мистецтв України, режисер театру ім. Ів. Франка Володимир Миколайович Оглоблін. Цей етап роботи став для всієї творчої групи повчальним і плідним. У виставі брали участь такі відомі актори театру, як народний артист України Володимир Нестеренко, заслужені артисти України: Григорій Артеменко, Михайло Баклан, Микола Шекера та інші. «Взагалі те, що нам випав шанс бути поруч і працювати з талантом такого рівня, режисером-педагогом, інтерпретатором, постановником, керівником, як Володимир Миколайович Оглоблін  - це дійсно подарунок долі, це творча удача, величезний досвід, велике акторське щастя», — говорить Лілія.
Л. Берелет була багато років постійною ведучою міських та обласних концертних заходів, шоу, фестивалів. Брала участь у багатьох мистецьких акціях міста і області.
На даний час Лілія Берелет продовжує плідну творчу працю в Житомирському академічному театрі ім І. Кочерги. Нею зіграно ще багато як драматичних, так і комедійних ролей. Це — Господиня у виставі «Божі тварі» за п'єсою М. Ладо «Дуже простенька історія»; Тетяна у виставі на малій сцені «Вівця з вовчим поглядом» О. Мардань; Одарка у «Фараонах» О. Коломієць; Явдоха у виставі «За двома зайцями» М. Старицького; Місіс Бейкер в спектаклі на малій сцені «Зовсім інші»; Ірина Пантелеймонівна у виставі «Одруження» за п'єсою М. Гоголя. У творчому доробку Лілії багато ролей у дитячих виставах, таких як: Снігова Королева у однойменній виставі; Мачуха в казці «Попелюшка»; Багіра у виставі «Мауглі»; Фея Стелла «Смарагдові пригоди»; Тітонька Бджола у казці «Муха-цокотуха»; Баобаба у «Новорічних пригодах»; Ведмедиця у казці «Кольорові мандри»; Маман у казці «Спасибі, Барбі»; Корчмарка у виставі «Буратіно» та інших.

### Телевізійна практика
У 1983–85 роках працювала дикторкою Одеського обласного радіо й телебачення.
У Житомирі Лілія Берелет також продовжила практику, розпочату після закінчення театрального ВУЗу в Одесі — телевізійної творчості. У 1993 році  Лілію і Володимира Берелетів запросили на тільки-но створене Житомирське телебачення, як ведучих привітально-розважальної програми «Здоровенькі були!». Передача виходила до ефіру по вихідних днях, тобто один раз на тиждень. Окрім цікавих і неординарних привітань, в кожній передачі Лілія і Володимир розігрували комедійну сценку на злободенну тему. Це були «перелицьовані» класичні дуети: Отелло і Дездемона, Ромео і Джульєтта, княгиня Ольга і князь Мал, Чапаєв і Анка, Д'Артаньян і Міледі, Писар і Зовиця, Голохвастов і Проня, багато сучасних персонажів. Усі ці сценки створювалися поетом, письменником, тоді головним редактором Житомирського телебачення Василем Головецьким. Режисером програми, ідейним натхненником був музикант, композитор, оранжувальник Костянтин Яновський. «Здоровенькі були!» користувалися великою популярністю і завдяки їй Берелети теж мали не абияку славу. Остання передача прозвучала в ефірі 10 січня 1999 року.

## Фільмографія
Також Лілія Берелет має досвід зйомок у кіно і телесеріалах:
- Серіал «Віра, Надія, Любов» — Вахтерка;
- Телесеріал «Реальна містика» — серія «Заплющ очі»;
- «Людина дощу», «Килим Фатими»;
- Словацько-український кіно-проект «Слов'яни» — мати Славка;
- Телесеріал «Вещдок» — серія «Подарунок долі»;
- Художній фільм «Відлуння» — Дора.

## Викладацька діяльність
Лілія Берелет викладає сценічну майстерність і сценічну мову студентам відділення «Сценічне мистецтво» Житомирського державного університету ім. І. Франка, де передає свій творчий досвід, здобутий у театрі, майбутнім акторам.

## Нагороди і звання
В 1997 році 12 лютого Лілія Ігорівна Берелет була удостоєна почесного звання «Заслужена артистка України». 